# Fartuun Adan
Fartuun Adan är en somalisk fredsaktivist. 
Adan arbetade i flera år som fredsaktivist tillsammans med sin make Elman Ali Ahmed i Somalia. De drev projekt som stöttade utbildning för unga som ett alternativ till att blir barnsoldater. År 1996 mördades hennes man och Adan flydde med parets tre döttrar till Kanada.
Adan återvände till Mogadishu, Somalia 2007 för att fortsätta sitt arbete för fred och mänskliga rättigheter på plats genom organisationen Elman Peace and Human Rights Center.
År 2013 tilldelades Fartuun Adan International Women of Courage Award.
Adan förlorade en av sina döttrar Almaas Elman, även hon fredsaktivist, i ett attentat i Mogadishu november 2019.